# Aeschynomene elegans
Aeschynomene elegans är en ärtväxtart som beskrevs av Adelbert von Chamisso och Diederich Franz Leonhard von Schlechtendal. Aeschynomene elegans ingår i släktet Aeschynomene och familjen ärtväxter.

## Underarter
Arten delas in i följande underarter:
- A. e. elegans
- A. e. robustior